# Клуб Михайла Чигоріна
«Клуб Михайла Чигоріна» — список, що об'єднує шахістів, які хоча би раз перемагали чинного чемпіона світу в офіційній партії з класичним контролем часу.
Цей символічний клуб отримав назву на честь російського шахіста кінця XIX ст. Михайла Чигоріна, який у турнірних партіях неодноразово перемагав чемпіонів світу, однак так і не здобув титул чемпіона. До реєстру включені шахісти, які перемагали чинних чемпіонів, однак самі ніколи не ставали чемпіонами. Тобто якщо шахіст має в активі перемогу над найсильнішим шахістом планети, але через деякий час сам зійде на вершину, його виключать із цього списку.

## Історія створення
Найдокладніше правила й список членів клубу уклав шаховий статистик Віталій Гніренко із Ростова-на-Дону, зокрема у своїй статті «Рекорди двох символічних клубів» у журналі «64 — шахматное обозрение» № 1 за 2012 рік.
Перша згадка в пресі про «клуб Михайла Чигоріна» з'явилася в газеті «Туркменська іскра» від 3 червня 1995 року як наслідок листа В. Гніренка майстру Анатолію Кудряшову (член Клубу після перемоги над Тиграном Петросяном на Спартакіаді народів СРСР 1967 року). Велика стаття містила інформацію про клуб та слова пошани для Кудряшова.

## Члени клуба
| №   | Переможець чемпіона світу  | Рік та місце проведення | Переможений чемпіон   |
| --- | -------------------------- | ----------------------- | --------------------- |
| 1.  | Михайло Чигорін            | Гавана 1889             | Вільгельм Стейніц     |
| 2.  | Ісидор Гунсберг            | Нью-Йорк 1890           | Вільгельм Стейніц     |
| 3.  | Курт фон Барделебен        | Гастінгс 1895           | Емануїл Ласкер        |
| 4.  | Зіґберт Тарраш             | Гастінгс 1895           | Емануїл Ласкер        |
| 5.  | Джозеф Блекберн            | Гастінгс 1895           | Емануїл Ласкер        |
| 6.  | Гаррі Пільсбері            | Санкт-Петербург 1895/96 | Емануїл Ласкер        |
| 7.  | Давид Яновський            | Нюрнберг 1896           | Емануїл Ласкер        |
| 8.  | Рудольф Харузек            | Нюрнберг 1896           | Емануїл Ласкер        |
| 9.  | Френк Маршалл              | Париж 1900              | Емануїл Ласкер        |
| 10. | Карл Шлехтер               | Кембридж Спрінґс 1904   | Емануїл Ласкер        |
| 11. | Акіба Рубінштейн           | Санкт-Петербург 1909    | Емануїл Ласкер        |
| 12. | Федір Дуз-Хотимирський     | Санкт-Петербург 1909    | Емануїл Ласкер        |
| 13. | Йосип Бернштейн            | Санкт-Петербург 1914    | Емануїл Ласкер        |
| 14. | Ріхард Реті                | Нью-Йорк 1924           | Хосе Рауль Капабланка |
| 15. | Олександр Ільїн-Женевський | Москва 1925             | Хосе Рауль Капабланка |
| 16. | Борис Верлинський          | Москва 1925             | Хосе Рауль Капабланка |
| 17. | Юхим Боголюбов             | Вісбаден 1929           | Олександр Алехін      |
| 18. | Герман Матісон             | Прага 1931              | Олександр Алехін      |
| 19. | Артур Дейк                 | Пасадена 1932           | Олександр Алехін      |
| 20. | Ксавери Тартаковер         | Фолкстон 1933           | Олександр Алехін      |
| 21. | Петрус ван Хорн            | Лейден 1937             | Макс Ейве             |
| 22. | Андре Лілієнталь           | Стокгольм 1937          | Макс Ейве             |
| 23. | Торстен Гауффін            | Стокгольм 1937          | Макс Ейве             |